# Francisco Sierralta
Francisco Andrés Sierralta Carvallo (ur. 6 maja 1997 w Santiago) – chilijski piłkarz występujący na pozycji środkowego obrońcy w angielskim klubie Watford oraz w reprezentacji Chile. Wychowanek Universidad Católica, w trakcie swojej kariery grał także w takich zespołach, jak Granada, Palestino, Udinese, Parma oraz Empoli. Posiada również obywatelstwo hiszpańskie.